# هاوتزر دانيل جي 6
هاوتزر ذاتية الدفع G6 هي مدفعية ذاتية الحركة صنعت في جنوب أفريقيا، وتوضع المدفعية على هيكل سيارة بعجلات محمية من الألغام. بدأ انتاجها في عام 1987.

## الاستخدام
- جنوب أفريقيا: 43 نظام;[3] اثنين فقط في الخدمة الفعلية.[4] المعروف أيضا باسم GV6 Rhino في القوات الدفاعية الوطنية الجنوب أفريقية.[5]
- الإمارات العربية المتحدة: 78 نظام[3]
- سلطنة عمان: 24 نظام[3]

## صور

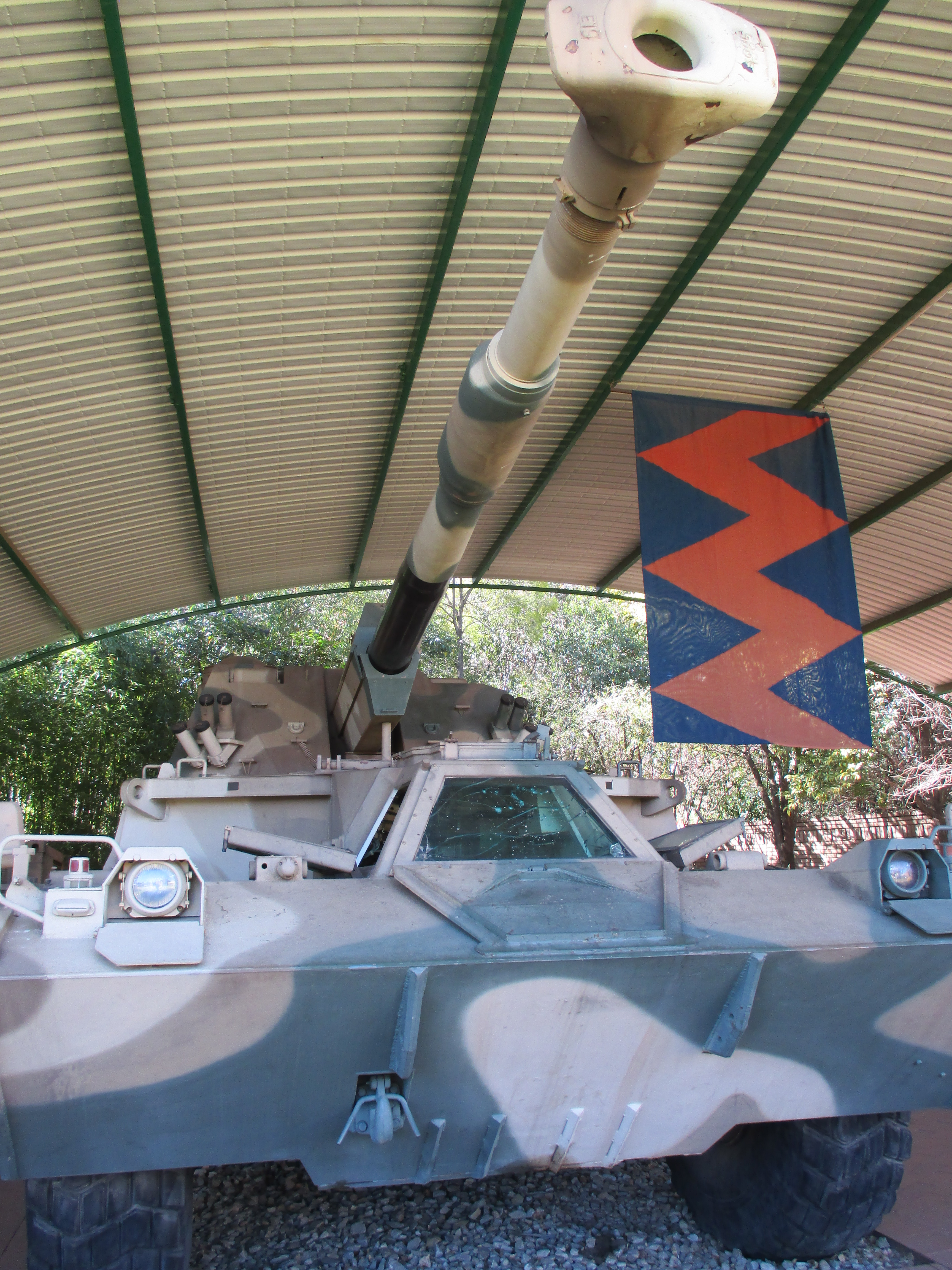
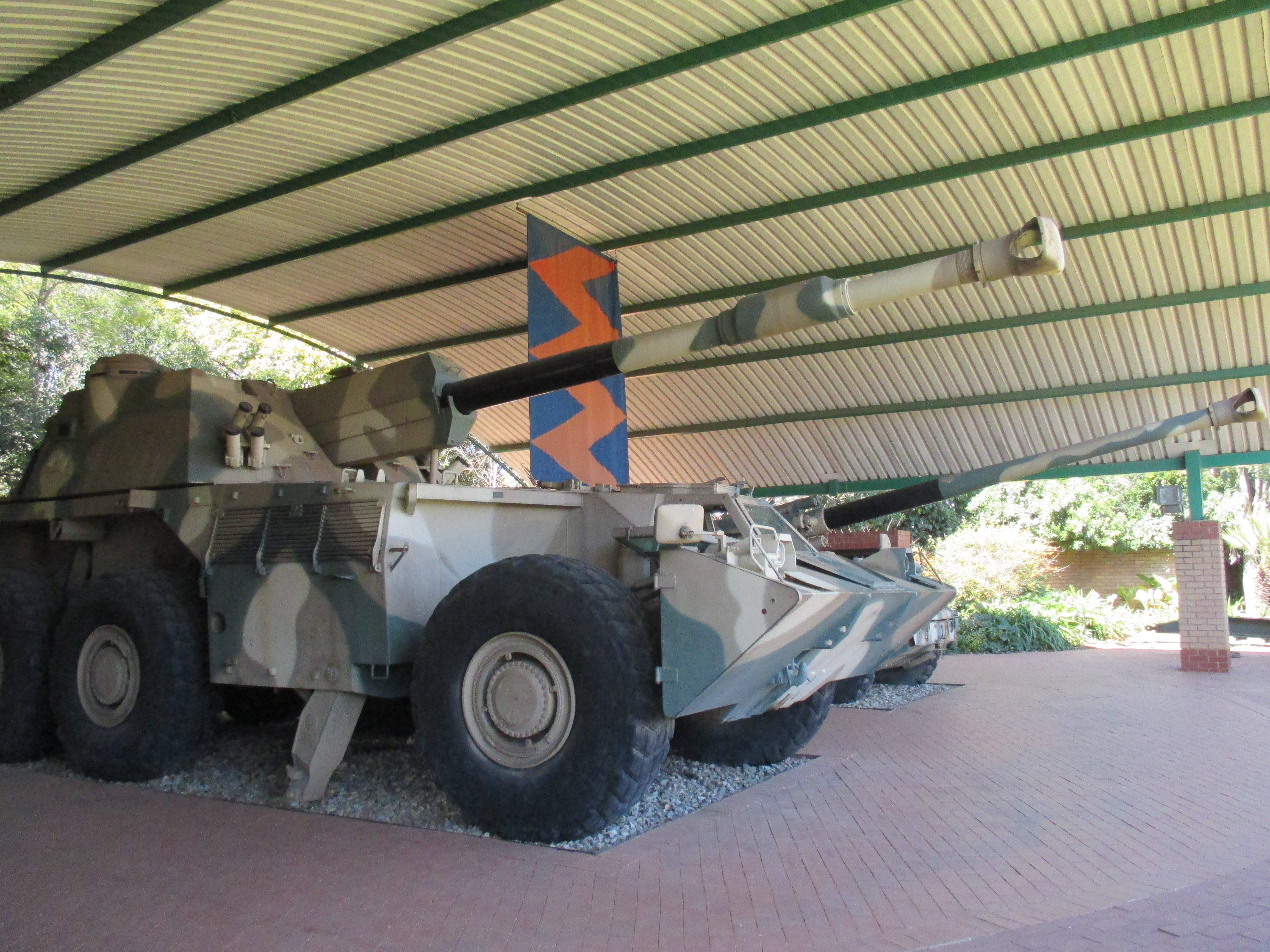
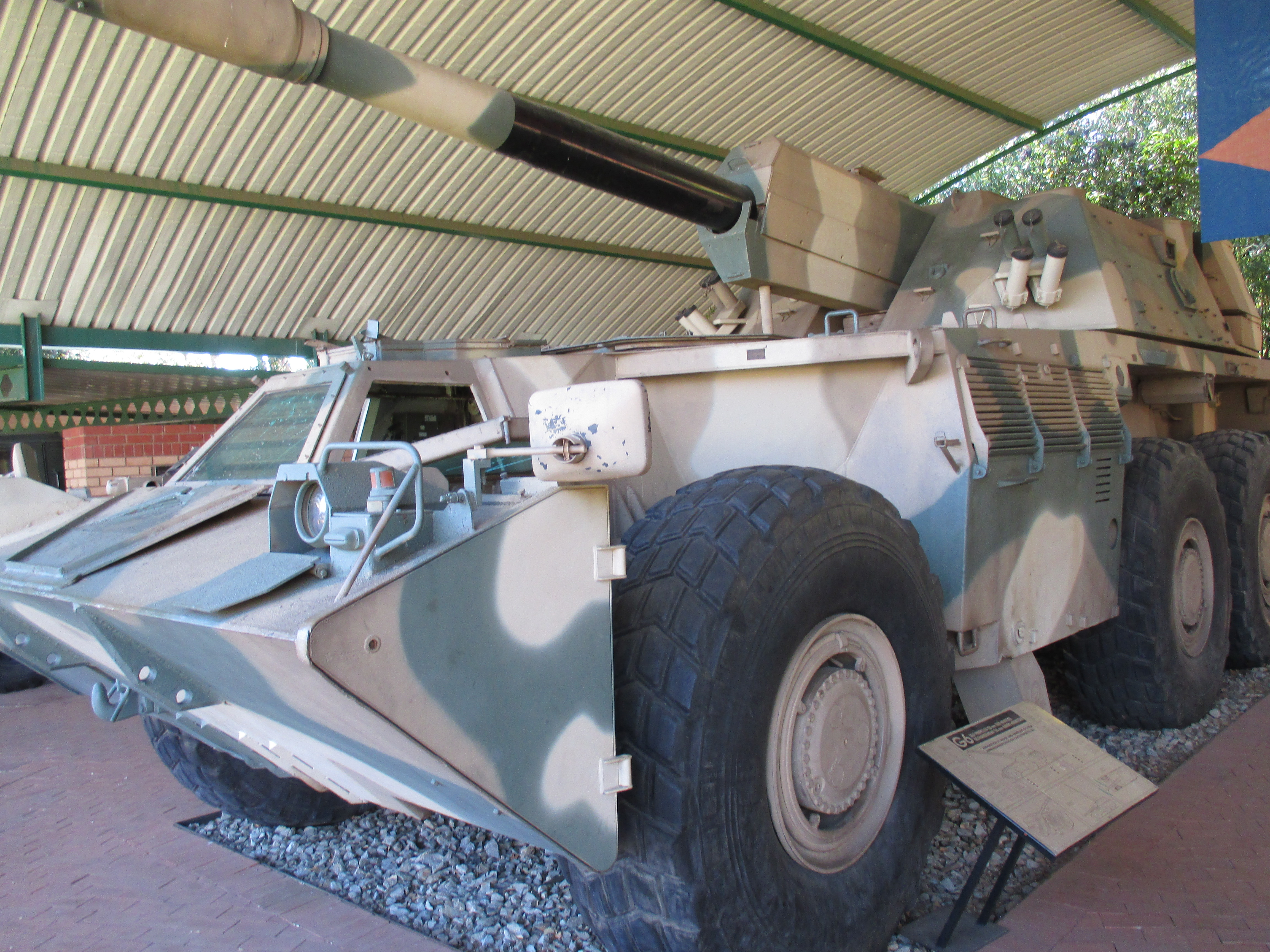
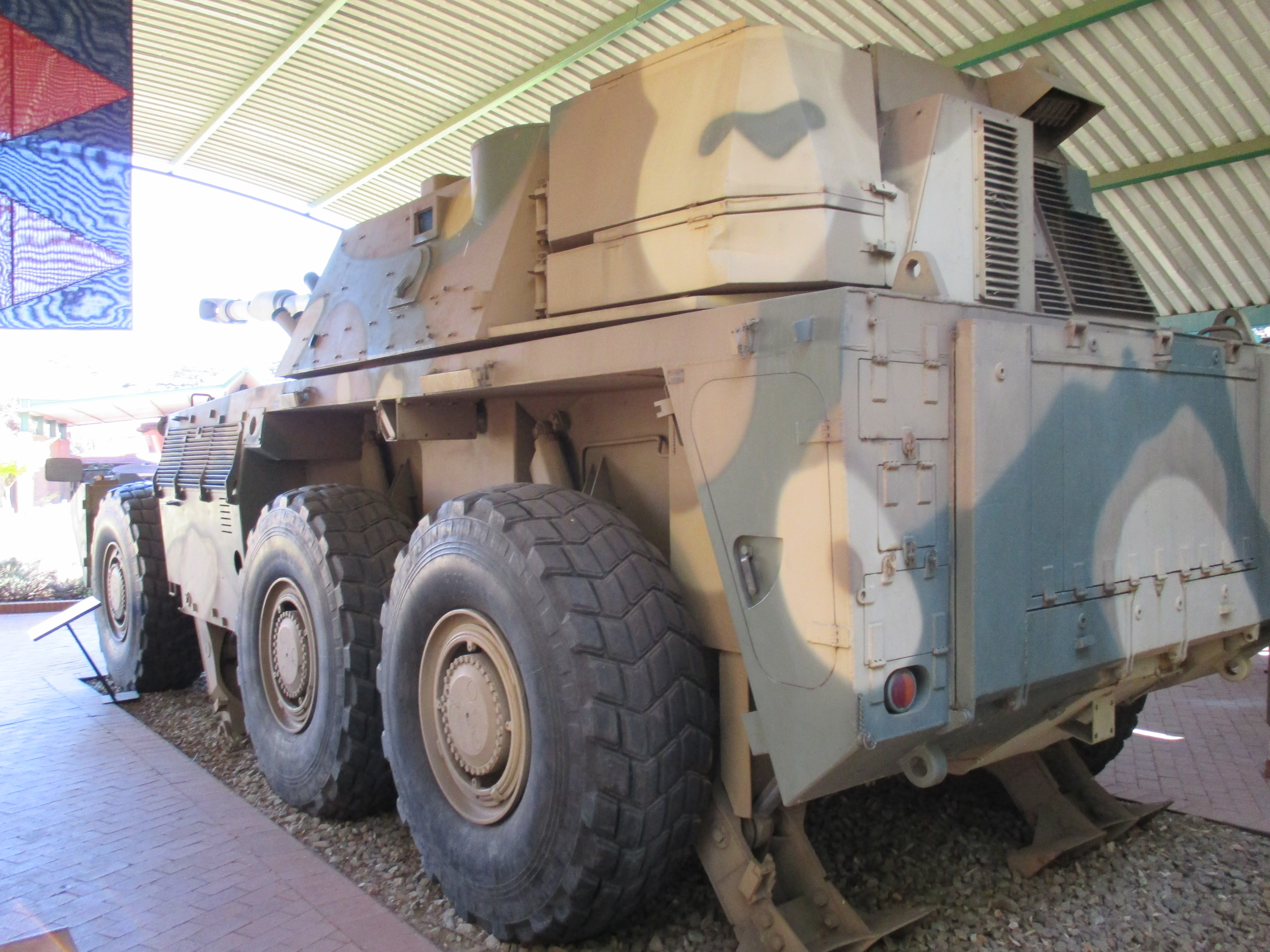
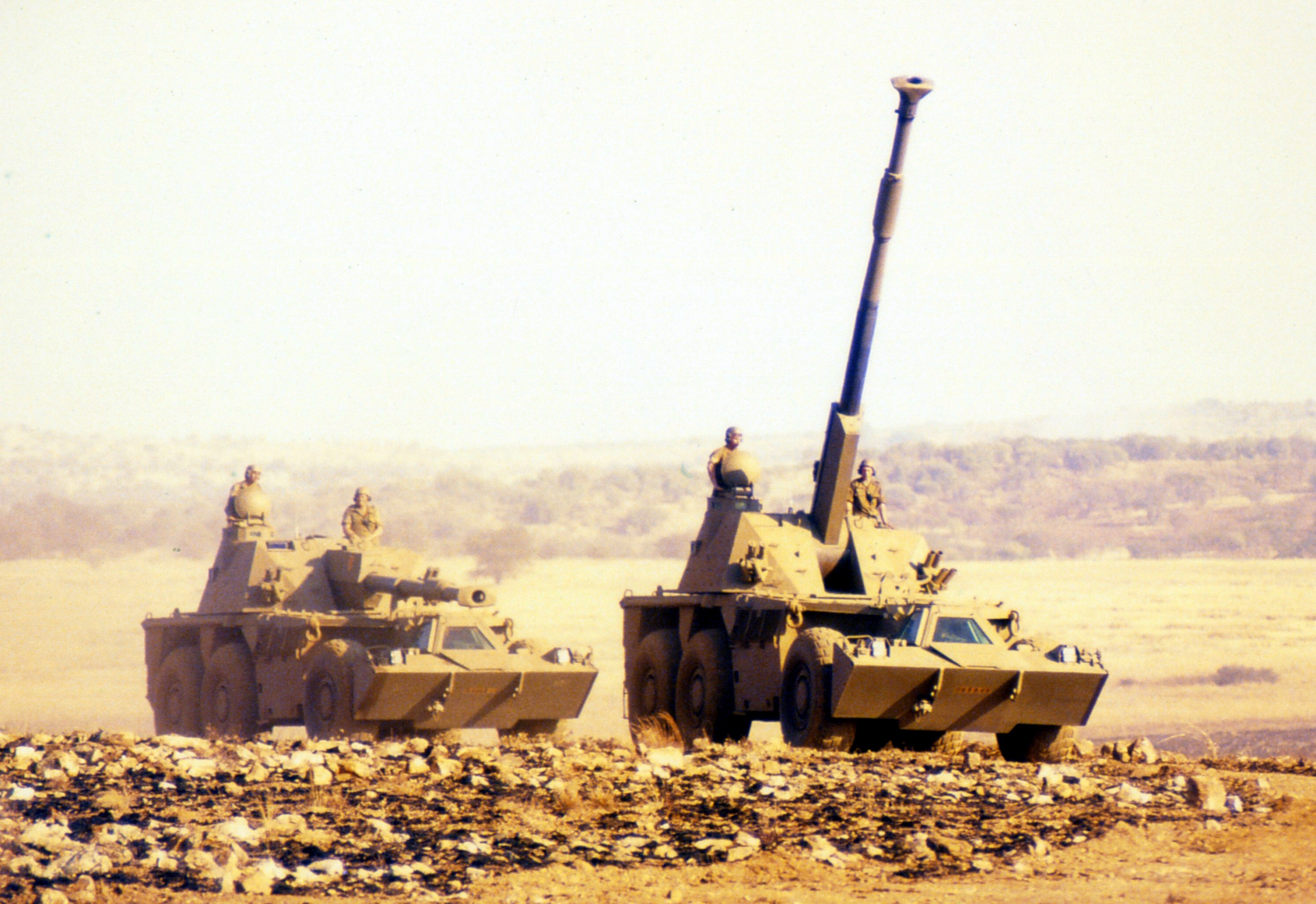

## وصلات خارجية
- G6 profile from FAS
- G6 profile from army-technology.com
- G6-52 Press Overview
- Denel G6-52 official web page